# Lorenzo Vintter
Lorenzo Vintter o bien L. Wintter o L. Winter (Buenos Aires, 11 de octubre de 1842 - id., 1915) fue un militar argentino que peleó en la guerra civil argentina, la Guerra del Paraguay, la Conquista del Desierto y la Conquista del Chaco. Fue gobernador de la gobernación de la Patagonia, del territorio nacional de Río Negro y del territorio nacional de Formosa.

## Biografía
Hijo de inmigrantes alemanes, nació en Buenos Aires el 11 de octubre de 1842.

### Carrera militar
Muy joven se incorporó a las fuerzas de Buenos Aires en su enfrentamiento con la Confederación. Como Teniente Segundo estuvo presente en Pavón, pasando luego a prestar servicios en la línea de fronteras. Presente en el fragor de la lucha en el Paraguay se encontró en los encuentros sangrientos de Estero Bellaco y Tuyutí, realizando más tarde la Campaña del Ytaipú. Al lado del general Emilio Mitre pasó a Corrientes participando de la Campaña de Entre Ríos.
Alcanza el grado de teniente coronel y concurre a la segunda campaña contra el jordanismo.

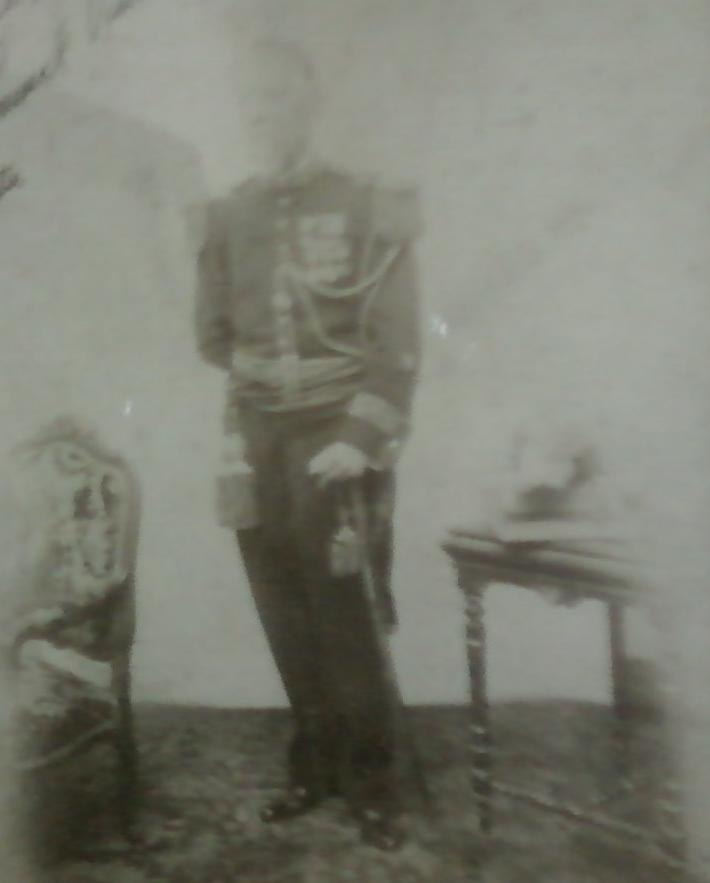
Fotografía del general Lorenzo Vintter con su uniforme militar (c. 1877)

En Laguna del Tigre, ya en la frontera, diezma en duro combate a la indiada, y en 1877 representa a la autoridad nacional en su negociación con el poderoso cacique Namuncurá. Durante el año 1878 realiza un profundo reconocimiento en territorio indígena en la región del Río Colorado, dispersando a las fuerzas del Cacique Juan José Catriel. Su activa participación en la gran Campaña del Desierto es fundamental dada su gran experiencia en el terreno y en la forma de actuar del aborigen. Colocó la Piedra Fundamental, en la confluencia del Limay y del Neuquén, del pueblo General Roca.
A finales de 1878, empezó la primera ola para "limpiar" la zona entre la zanja de Alsina y el Río Negro a través de ataques sistemáticos y continuos a los establecimientos de los aborígenes. El coronel Nicolás Levalle y luego el teniente coronel Freire atacaron a Manuel Namuncurá provocándole más de 200 muertos, mientras que el coronel Lorenzo Vintter tomaba prisionero a Juan José Catriel con más de 500 guerreros. Fueron confinados en la isla Martín García.

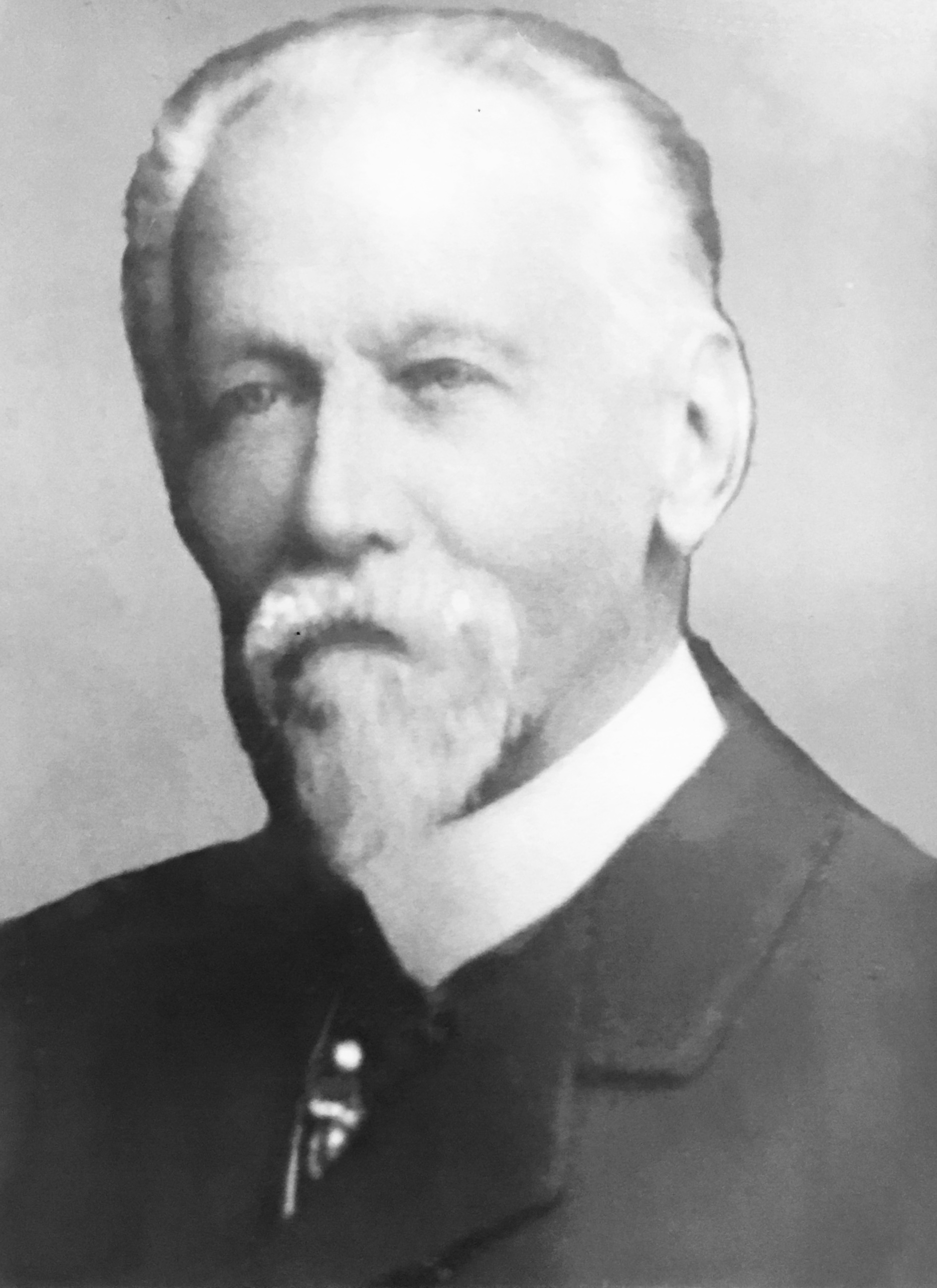
General Lorenzo Vintter

El 1 de septiembre de 1879, el coronel Lorenzo Vintter estableció en la zona del paraje "Fisque Menuco" un fuerte, denominado "Fuerte General Roca" del que deriva la actual ciudad de General Roca, en la provincia de Río Negro.
Designado Gobernador de la Patagonia en 1882, emprende una esforzada marcha que lo llevaría hasta Puerto Deseado. En marzo de 1884 asume el comando de la 2.º División del Ejército.
Informó, el 20 de febrero de 1885, la finalización de la lucha en el lejano Sur de país y la dispersión de la resistencia aborigen: "Me es altamente satisfactorio y cábeme el honor de manifestar al Superior Gobierno y al país, por su intermedio de V.S. que ha desaparecido para siempre en el Sud de la República toda limitación fronteriza con el salvaje… Las aspiraciones del Gobierno y del país hánse realizado en menos de un decenio… En el Sud de la República no existen ya dentro de su territorio fronteras humillantes impuestas a la civilización por las chuzas del salvaje… Ha concluido para siempre, en esta parte, la guerra secular que contra el indio tuvo su principio en las inmediaciones de la Capital en el año de 1535…" (Memoria del Departamento de Guerra y Marina, años 1884-1885, pp55/57).
Prosiguiendo su destacada carrera militar ocupa diversas funciones castrenses: Inspector general de Caballería, 1892; Jefe del Estado Mayor, 1894; Inspector de Líneas Militares, 1895; Jefe de la División del Litoral, en 1896, cuando ascienda a General de División.
A fines del siglo XIX varios centros de población se habían constituido en el Chaco Austral, por tal motivo se hacía sumamente necesario garantizar su subsistencia. En 1899 las autoridades correspondientes disponen que el General Lorenzo Winter lleve una campaña.
A esta campaña la integraron los Regimientos 12.º de Infantería, 1.º, 6.º, 8.º, 11.º y 12.º de Caballería, y el 3.º de Artillería Ligera.
Posteriormente se le incorporaron los Regimientos de Caballería 6.º, 1.º y 11.º, con un total de 1700 hombres que procedían de San Luis, Mendoza, Cuyo y Paracao (Entre Ríos).
Los Regimientos fueron convenientemente ubicados así: el 6.º en Tostado, Santa Fe; el 8.º en Florencia; el 11.º en La Sabana; el 1.º en Resistencia y el 12.º en Formosa.
Pese a la gran extensión que cubrían estos cuerpos, las bajas humanas fueron escasas, casi nulas, no así los animales, que por enfermedades como el mal de caderas, entre otras, murieron 1040 caballos y 490 mulas, es decir el 50% de los que habían iniciado la campaña.
El Regimiento 6.º, sin ningún tipo de tropiezo, avanzó y penetró en la temida zona de "El Impenetrable".
Cabe señalar que entre los períodos de las Campañas de Winter (1899) y Rostagno (1911), las fuerzas militares tuvieron 152 choques con los aborígenes, habiendo sido muertos más de 100 oficiales y tropa.
Con estas dos campañas, el Ejército Nacional puso fin a la conquista del "desierto verde" en la guerra con el aborigen, fijándose como fecha de culminación el 31 de diciembre de 1917.

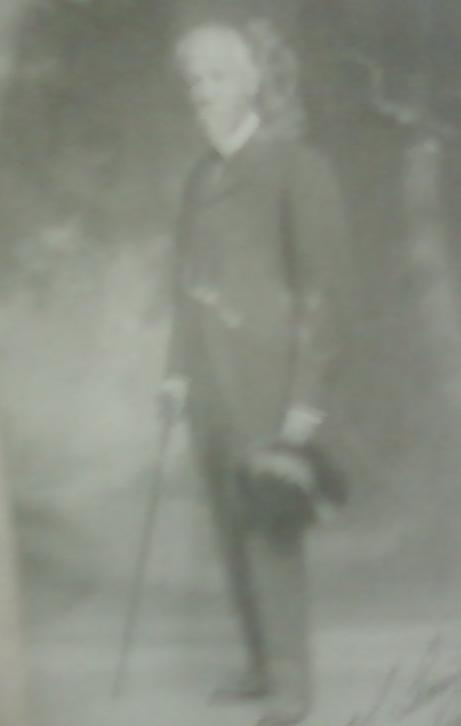
El general Lorenzo Vintter en su vejez, con su uniforme. Imagen tomada en 1900 aprox.

En 1901, el general Lorenzo Winter ocupa las delicadas funciones de Gobernador de Formosa, en la frontera movible con el indígena.
En 1905, Vintter se retiró de la vida militar con 48 años de servicios; continuó prestando servicios en el Consejo Supremo de Guerra y Marina hasta 1910. Fallece en Buenos Aires en 1915.

## Legado
Fue un oficial innovador, siendo sus proyectos de creación del estado mayor y de la nueva organización del cuerpo de ingenieros, básico para la creación de la Escuela Superior de Guerra.

## Homenajes
Un lago de Chubut se llama lago Vintter en homenaje al General. Es un lago glaciar andino fronterizo entre la Argentina (provincia del Chubut) y Chile. En este último país se lo conoce como Lago Palena.
En la provincia de Río Negro (Argentina), departamento de Adolfo Alsina, está la localidad que lleva su nombre junto a su estación del Tren Patagónico.
Una isla del río Negro, entre las ciudades de Viedma y Carmen de Patagones, también lleva su nombre.
En la ciudad de General Roca, provincia de Río Negro, el museo histórico lleva su nombre.
Hay calles que llevan su nombre en Formosa, Junín, Viedma, Carmen de Patagones, General Roca, Ingeniero Jacobacci, Caballito, Villa Manzano, Córdoba, Rawson, Ministro Rivadavia, Comodoro Rivadavia, Ezeiza, Piedra del Águila, Neuquén, Rosario, Trelew, Trenque Lauquen, Cutral-Có, San Fernando del Valle de Catamarca, General Pico, Puerto Deseado, Villa de Mayo y Plottier.
En la Ciudad de Resistencia, Provincia del Chaco, la Escuela de Educación Secundaria (EES) número 28, lleva el nombre de Lorenzo Winter, en homenaje a este militar que participó en la conquista del territorio chaqueño.
| Predecesor: Álvaro Barros         | Gobernador de la Patagonia 1882 - 1884                      | Sucesor: Cargo discontinuado. |
| Predecesor: Creación del cargo.   | Gobernador del territorio nacional de Río Negro 1884 - 1888 | Sucesor: Napoleón Berreaute   |
| Predecesor: Cnel. José M. Uriburu | Gobernador del territorio nacional de Formosa 1901 - 1902   | Sucesor: Dr. Lucas L. Olmos   |